# 10. септембар
10. септембар (10.9.) је 253. дан у години по грегоријанском календару (254. у преступној години). До краја године има још 112 дана.

## Догађаји
- 1509 — Око 10.000 људи (по процени) је погинуло у Истанбулу због јаког земљотреса који је постао познат као мали Судњи дан.
- 1526 — Турски султан Сулејман Величанствени је, после победе над Мађарима на Мохачком пољу, ушао у небрањени Будим.
- 1721 — Шведска и Русија су миром у Нистаду у Финској окончале Велики северни рат, започет 1700, у којем је руски цар Петар Велики потукао Швеђане и добио излаз на Балтичко море. Русији је припала територија од Финског до Ришког залива и градови Рига, Ревел и Нарва.
- 1813 — У Рату из 1812. америчке снаге предвођене Оливером Хазардом Перијем су поразили Британце код језера Ири, код данашњег Пут ин Беја.
- 1906 — Изашао је први број хумористичко-сатиричног листа „Шабачка чивија“. Лист је излазио до 1909.
- 1919 — Аустрија и Савезници су потписали мир из Сен Жермена, којим је Аустрија признала независност Пољске, Мађарске, Чехословачке и Краљевине Срба, Хрвата и Словенаца.
- 1939 — Канада је објавила рат Немачкој. Канадске јединице су се у Другом светском рату бориле у саставу британске армије.
- 1942 — Краљевско ратно ваздухопловство је у Другом светском рату напало Диселдорф са 476 авиона, који су избацили 100.000 бомби на тај немачки град.
- 1942 — У Подгори основана Морнарица НОВЈ (после рата прерасла у Југословенску ратну морнарицу).
- 1943 — После капитулације Италије у Другом светском рату, Немци су окупирали Рим и ставили под протекторат Ватикан.
- 1945 — Видкун Квислинг, шеф марионетске норвешке владе (1942—45) проглашен је кривим за издају и осуђен на смрт због сарадње са нацистичком Немачком у Другом светском рату.
- 1967 — Грађани Гибралтара одбацили су на референдуму припајање Гибралтара Шпанији и определили се да остану под британском управом.
- 1976 — У судару путничких авиона „Трајдент“ британске компаније „Бритиш ервејз“ и „Даглас DC-9“ југословенске компаније Инекс Адрија северно од Загреба, погинуло је свих 176 људи у оба авиона.
- 1981 — Слика „Герника“ Пабла Пикаса враћена је у Шпанију. Насликана 1937, после нацистичког бомбардовања баскијског места Герника у Шпанском грађанском рату, „Герника“ је од 1939. била у Њујорку. Према Пикасовом завету, слика није могла бити враћена док се у Шпанији поново не успостави демократска држава.
- 1989 — Мађарска је отворила границу према Западу и допустила одлазак око 7.000 избеглица из Источне Немачке у Западну Немачку. Тај масовни егзодус довео је до пада Берлинског зида.
- 1994 — 
  - Папа Јован Павле II стигао је у Хрватску, у прву посету поглавара римокатоличке цркве региону бивше Југославије. Папа се заложио за мир на Балкану.
  - Почео шаховски турнир у Тилбургу, Холандија.
- 1995 — Током ваздушне операције против Републике Српске, НАТО је, са америчког брода „Нормандија“ у Јадранском мору, крстарећим ракетама „томахавк“ почео да гађа противваздушне положаје у околини Бање Луке.
- 1995 — Почео егзодус српског становништва на простору Озрена и Возуће.
- 2000 — У сукобима присталица различитих политичких опција током локалних избора у Македонији рањено је неколико десетина људи. Напетост између Албанаца и Македонаца ескалирала је у пролеће 2001. у сукобе који су земљу довели на ивицу грађанског рата.
- 2001 — Савет безбедности УН укинуо је ембарго на продају оружја СР Југославији. Ембарго је уведен 31. марта 1998. због, како је образложено, насиља који режим Слободана Милошевића спроводи на Косову.
- 2002 — Швајцарска је после референдума, постала чланица Уједињене нације.

## Рођења
- 1839 — Чарлс Сандерс Перс, амерички филозоф и логичар, оснивач прагматизма. (прем. 1914)
- 1855 — Роберт Колдевај, немачки археолог. (прем. 1925)
- 1892 — Артур Комптон, амерички физичар, добитник Нобелове награде за физику (1927). (прем. 1962)
- 1898 — Беси Лав, америчко-британска глумица. (прем. 1986)
- 1914 — Роберт Вајз, амерички редитељ, продуцент и монтажер. (прем. 2005)
- 1922 — Драга Јонаш, српска лекторка и спикерка. (прем. 2007)
- 1923 — Има Сумак, перуанска певачица. (прем. 2008)
- 1931 — Филип Бејкер Хол, амерички глумац. (прем. 2022)
- 1933 — Карл Лагерфелд, немачки модни креатор. (прем. 2019)
- 1933 — Драгослав Шиљак, српски инжењер, научник, професор и спортиста, члан Српске академије наука и уметности.[1]
- 1934 — Дејан Чавић, српски глумац, преводилац и редитељ. (прем. 2025)
- 1950 — Џо Пери, амерички музичар, најпознатији као суоснивач и гитариста групе Aerosmith.
- 1954 — Дон Вилсон, амерички глумац и мајстор борилачких вештина.
- 1955 — Ђанина Фачо, костариканска глумица и продуценткиња.
- 1958 — Горан Шепа, српски музичар, најпознатији као оснивач и певач групе Кербер.
- 1959 — Бранко Видаковић, српски глумац.
- 1960 — Колин Ферт, енглески глумац.
- 1962 — Иван Феце Фирчи, српски музичар, најпознатији као бубњар група ЕКВ и Луна.
- 1963 — Вујадин Станојковић, југословенски и македонски фудбалер и фудбалски тренер.
- 1968 — Гај Ричи, енглески редитељ, продуцент и сценариста.
- 1971 — Братислав Мијалковић, српски фудбалер.
- 1972 — Дејан Петковић, српски фудбалер и фудбалски тренер.
- 1974 — Мирко Филиповић, хрватски боксер.
- 1974 — Бен Валас, амерички кошаркаш.
- 1974 — Рајан Филипи, амерички глумац.
- 1976 — Густаво Киртен, бразилски тенисер.
- 1976 — Василис Лакис, грчки фудбалер.
- 1978 — Рамунас Шишкаускас, литвански кошаркаш и кошаркашки тренер.
- 1983 — Жереми Тулалан, француски фудбалер.
- 1983 — Шон Џејмс, амерички кошаркаш.[2]
- 1991 — Дуња Илић, српска певачица.
- 1992 — Арон Вајт, амерички кошаркаш.
- 1996 — Матео Гарсија, аргентински фудбалер.
- 1999 — Ивана Раца, српска кошаркашица.

## Смрти
- 685 — Константин IV, византијски цар (рођ. отприлике 650)
- 954 — Луј IV, француски краљ (рођ. 920)
- 1167 — Матилда од Енглеске, царица Светог римског царства и војвоткиња Нормандије
- 1382 — Лајош I Анжујски, хрватско-угарски краљ (рођ. 1326)
- 1833 — Штеван Сијарто, словеначки песник и учитељ у Мађарској (рођ. 1765/1775?)
- 1856 — Јеврем Обреновић, најмлађи брат Милоша Обреновића, дугогодишњи обор-кнез Шабачке нахије, мецена и један од најзнаменитијих Шапчана.
- 1898 — Елизабета Баварска, аустријска царица и мађарска краљица, жена Франца Јозефа.
- 1986 — Иван Стево Крајачић, југословенски револуционар и народни херој Југославије (рођ. 1906)
- 2017 — Ирена Мичијевић, српска позоришна, филмска и телевизијска глумица (рођ. 1972)

## Празници и дани сећања
- 1919 — У дворцу Сен Жермен код Париза представници Аустрије, победничких сила у Првом светском рату и држава наследница Аустроугарске потписали су мировни уговор којим је формално престала да постоји аустроугарска монархија. Признате су новонастале државе међу којима и Краљевина Срба, Хрвата и Словенаца. Мировним уговором Аустрији је забрањено да се уједини са Немачком, а на име репарација Савезницима је предала своју морнарицу.
- 1974 — На основу споразума постигнутог у Алжиру, Португал је признала независност Гвинеје Бисао под вођством председника Луиса Кабрала.